# Emsdetten
Emsdetten is een stad en gemeente in de Duitse deelstaat Noordrijn-Westfalen, gelegen in de Kreis Steinfurt. De gemeente telt 36.068 inwoners (31 december 2020) op een oppervlakte van 71,90 km².
De inwoners van de stad noemen deze vaak Detten i.p.v. Emsdetten.

## Stadsdelen
- Emsdetten-stad
- Hembergen, 5 km ten zuidoosten van de stad, aan de Eems (ruim 800 inwoners)
- Sinningen, aan de oostkant van de Eems, 2 km oostelijk van de stad, aan de weg naar Saerbeck (ca. 1.000 inwoners)
- de gehuchten (Bauerschaften)  Austum, Hollingen, Ahlintel (met zweefvliegterrein, ten W. van de stad), Westum, Isendorf en Veltrup. Hollingen en Westum zijn intussen uitgegroeid tot buitenwijken aan respectievelijk de zuid- en noordkant van de stad.

## Ligging, verkeer, vervoer
De stad ligt in een ietwat venig en moerassig gebied aan de westoever van de Eems, aan een oude noord-zuidroute van Rheine naar Münster. Enkele hoogveengebieden en wetlands rondom Emsdetten zijn tot natuurreservaat verklaard. De westelijke uitlopers van het Teutoburger Woud liggen ca. 20 km ten noordoosten van Emsdetten.

### Buurgemeentes
Emsdetten grenst aan: 
- Rheine (13 km noordwaarts)
- Hörstel ( via Rheine 21 km)
- Saerbeck (9 km oostwaarts)
- Greven (centrum 11 km zuidwaarts; van daar ligt Münster nog 15 km verder zuidwaarts)
- Nordwalde
- Steinfurt ( stadsdeel Borghorst 12 km westwaarts, stadsdeel Burgsteinfurt 15 km westwaarts)
- Neuenkirchen (ca. 15 km noordwestwaarts).

### Wegverkeer
De stad ligt aan de Bundesstraße 481 tussen Rheine en Greven.  Een belangrijke zijweg oostwaarts leidt langs Saerbeck (9 km) naar de Bundesstraße 219. Rechtsaf rijdt men dan naar o.a. de Flughafen Münster/Osnabrück ( 7 km) of afrit 74 van de Autobahn A1 bij Ladbergen, dat nog enkele kilometers verder oostwaarts ligt. Linksaf op de B 219 rijdt men naar de afrit nr. 11 van de Autobahn A30 ( 10 km) en 2 km verder naar Ibbenbüren.

### Waterwegen
Emsdetten ligt aan de westoever van de rivier de Eems. Deze is hier alleen voor plezierboten, inclusief kleine motorjachten, bevaarbaar.

### Openbaar vervoer
Emsdetten heeft een spoorwegstation aan de spoorlijn van Rheine naar Münster. Alleen de stoptreinen tussen die steden stoppen er (1 x per uur). Het station is voorzien van extra faciliteiten voor fietsers, waaronder een zeer grote fietsenstalling.
Het busvervoer is beperkt. Saerbeck is per belbus te bereiken, en daarnaast rijden er nagenoeg alleen buslijnen, die bedoeld zijn om 's morgens vroeg en in de namiddag scholieren naar en van onderwijslocaties te vervoeren.

## Economie
Na de ondergang van het grootste deel van de textielnijverheid in de stad werd al snel een aantal bedrijven gevonden, die de braakliggende industrieterreinen gingen bezetten, of de textielproductie in aangepaste, innovatieve vorm voortzetten. Het zijn meest middelgrote industrie- en handelsbedrijven met tussen de 50 en 350 werknemers.
De vier meest opvallende van deze bedrijven, die alle ook naar Nederland en België exporteren, zijn:
- het Tece-concern (ca. 1.500 werknemers; hoofdkantoor te Emsdetten) dat speciale producten voor o.a. WC's en afvoersystemen maakt
- de fa. Schmitz (met o.a. de Nederlandse merknaam Swela) met ongeveer 700 werknemers, die o.a. zonwering en zeilen voor kleine zeilschepen maakt
- de producent van o.a. Emsa- thermoskannen en gieters (bijna 400 werknemers)
- een filiaal van het Dometic-concern uit Zweden, waar airco's voor auto's, caravans e.d. worden gemaakt.

Van een andere grote textiel- en jutefabriek, Schilgen,  is een kleine, ambachtelijk werkende onderneming overgebleven, die speciale textielproducten maakt. Daartoe behoorden speciale doeken, die door de kunstenaar Christo in 1995 bij het inpakken van het Rijksdaggebouw te Berlijn zijn gebruikt.
Van ondergeschikt belang, maar niet geheel te verwaarlozen, zijn de landbouw en het toerisme.

## Geschiedenis
De plaats wordt voor het eerst in een document vermeld, onder de naam „Thetten“ in het jaar 1178. Emsdetten was van de middeleeuwen tot aan de Napoleontische tijd onder het gezag van het Prinsbisdom Münster. Mede hierdoor is de overgrote meerderheid van de christenen in de stad steeds rooms-katholiek gebleven. Emsdetten was van origine een dorp; pas in 1938 werd aan Emsdetten het recht verleend, zich stad te noemen.
Een traditioneel, vanwege het grote belang zelfs in een gilde georganiseerd,  ambacht was dat van de mandenvlechterij; de Detter mandenmakers hadden zich gespecialiseerd in het maken van wannen.
Emsdetten werd in 1580 door een rampzalige pestepidemie nagenoeg geheel ontvolkt. Een andere grote ramp, die het dorp trof, was een zeer grote brand in 1688.
In de 19e eeuw kwam de textielnijverheid, aanvankelijk in de vorm van huisnijverheid, op. Van 1830-1880 was dit vooral katoenbewerking.
Rond 1880 ontstond in Emsdetten een belangrijke fabricage van onder andere jute zakken e.d., die tot aan de Tweede Wereldoorlog voortduurde. Een belangrijke fabriek was die van de firma Stroetmann. Na de ondergang van het grootste deel van de textielnijverheid in de stad werd al snel een aantal bedrijven gevonden, die de braakliggende industrieterreinen gingen bezetten, of de textielproductie in aangepaste, innovatieve vorm voortzetten.
In 1972 werd, tot verdriet van veel inwoners,  een binnenstadssanering uitgevoerd. Hierdoor gingen veel oude huisjes in het centrum verloren. De meeste gebouwen op de plaatselijke monumentenlijst zijn villa's, gebouwd voor fabrieksdirecteuren en andere notabelen, met bouwjaar tussen 1895 en 1910.
In 1975 werd bij een gemeentelijke herindeling het dorpje Sinningen  van de oostelijke buurgemeente Saerbeck overgeheveld naar Emsdetten.

### Schietincident
Emsdetten kwam op 20 november 2006 in het nieuws toen een achttienjarige ex-scholier een middelbare school binnenviel waar hij een jaar eerder eindexamen had gedaan. Hij verwondde zeven mensen door schoten. Twintig anderen liepen een rookvergiftiging op door de rookbommen van de dader. Nadat de school door de politie was bestormd bleek dat de man inmiddels zelfmoord had gepleegd.

## Bezienswaardigheden, toerisme, natuurschoon

### Kerkelijke architectuur
- Heilig Hartkerk (Emsdetten)
- Hembergen, neogotische Sint-Servaaskerk (1862)

### Overige
- Galerie Münsterland is gevestigd in een voormalig fabriekspand van de textielfabriek Stroetmann. Er vinden (vaak met deelname door niet-Europese kunstenaars) wisseltentoonstellingen van hedendaagse kunst plaats, die ook bezoekers trekken van ver buiten de regio. De galerie heeft een bescheiden permanente collectie, waartoe een werk van Christo behoort.
- De gemeente behoort tot het Münsterland, wat inhoudt, dat er speciale voorzieningen voor fietstoerisme zijn, o.a. langeafstandsfietsroutes.
- Hof Deitmar, door water omgeven groep boerderijen uit 1912, met streekmuseum

## Afbeeldingen

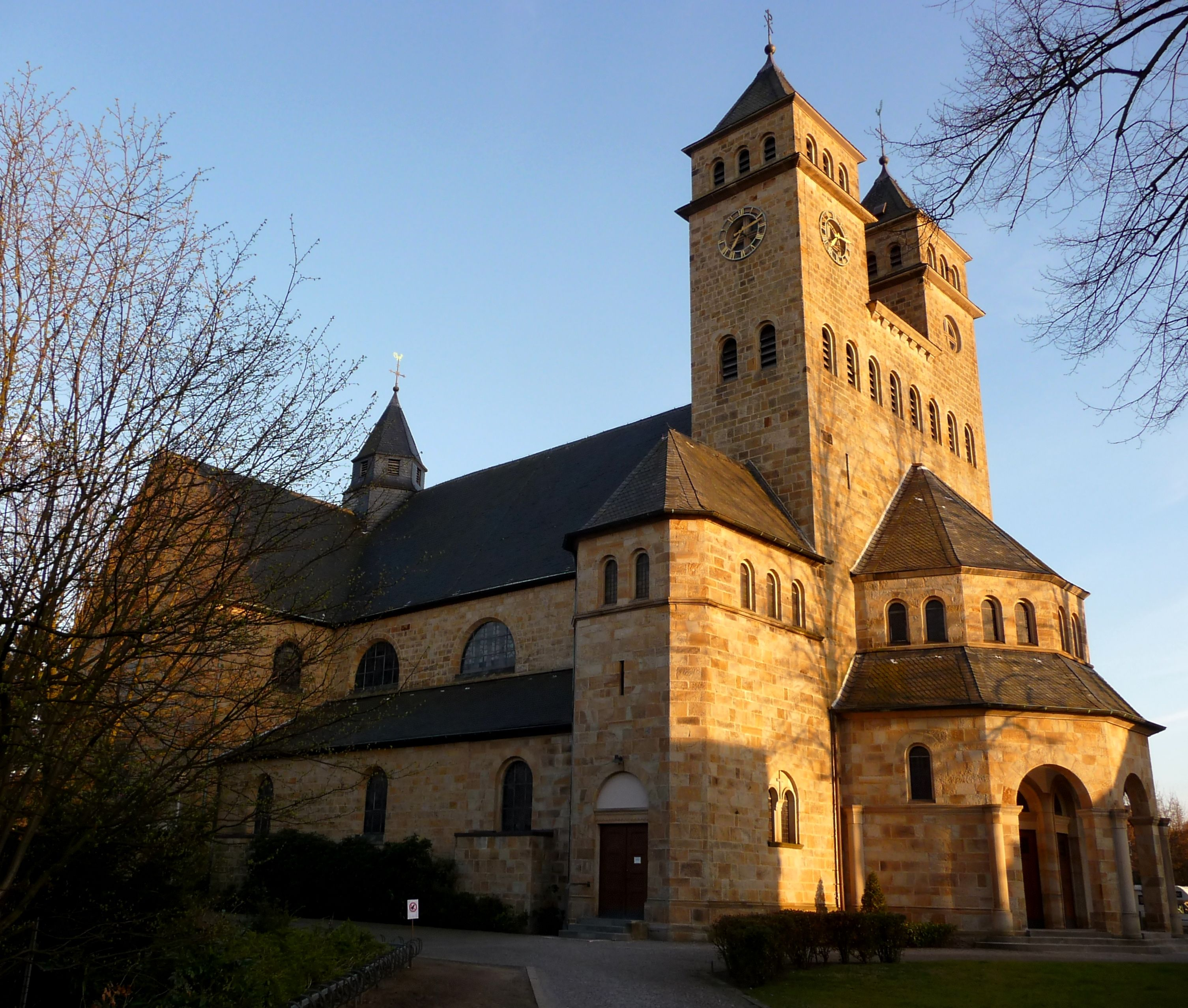
Emsdetten, H.Hartkerk
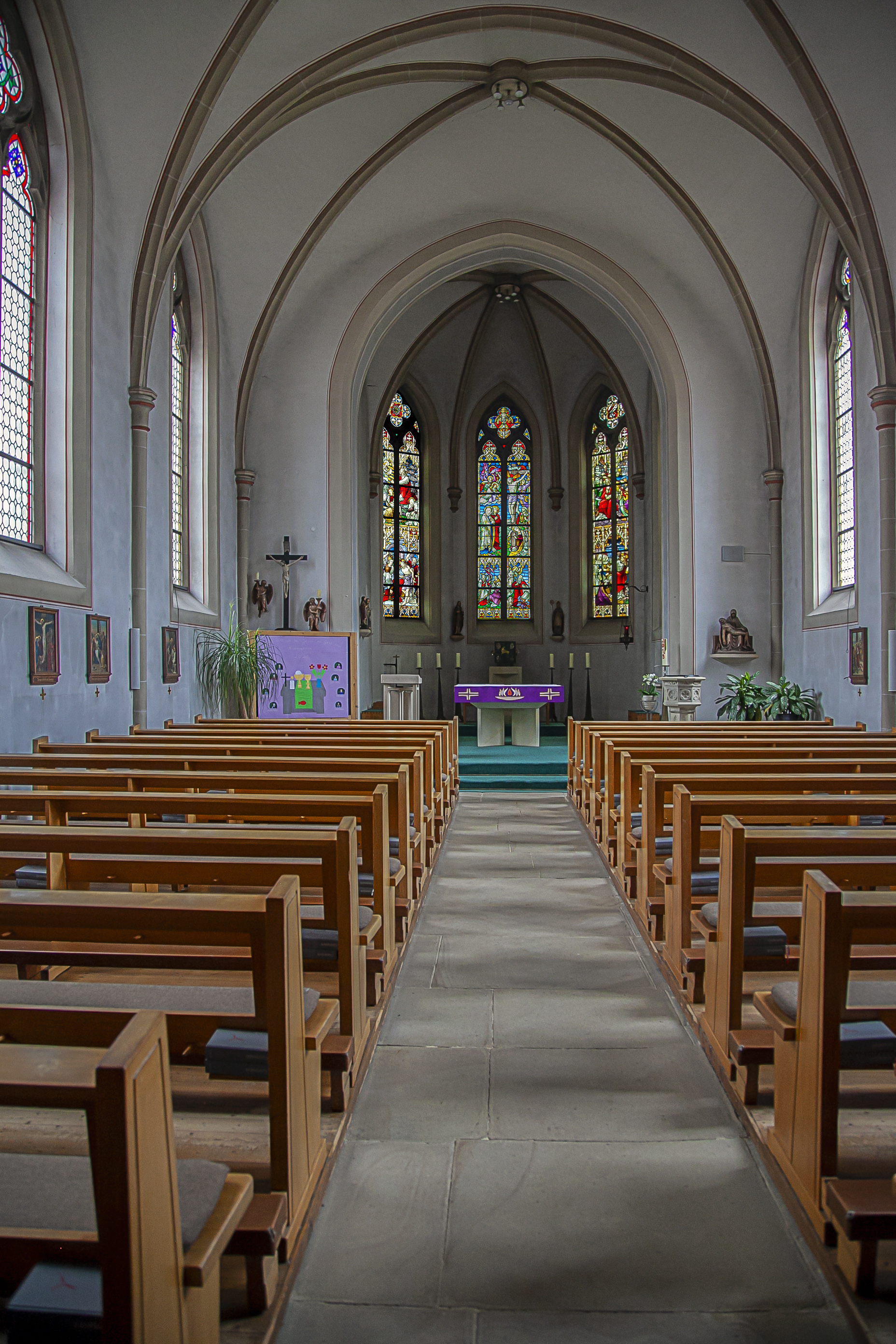
Hembergen, St. Servaaskerk
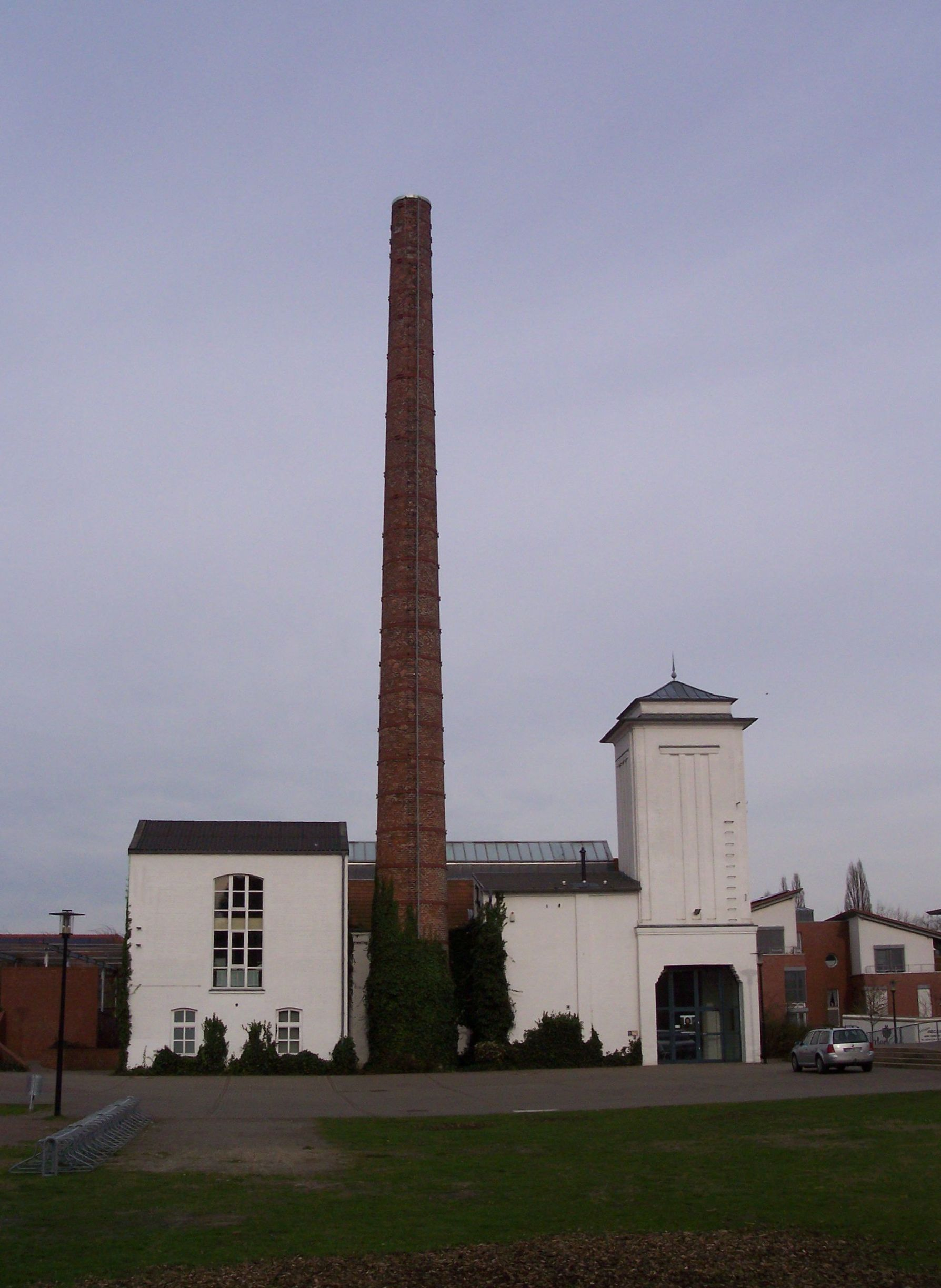
Galerie Münsterland
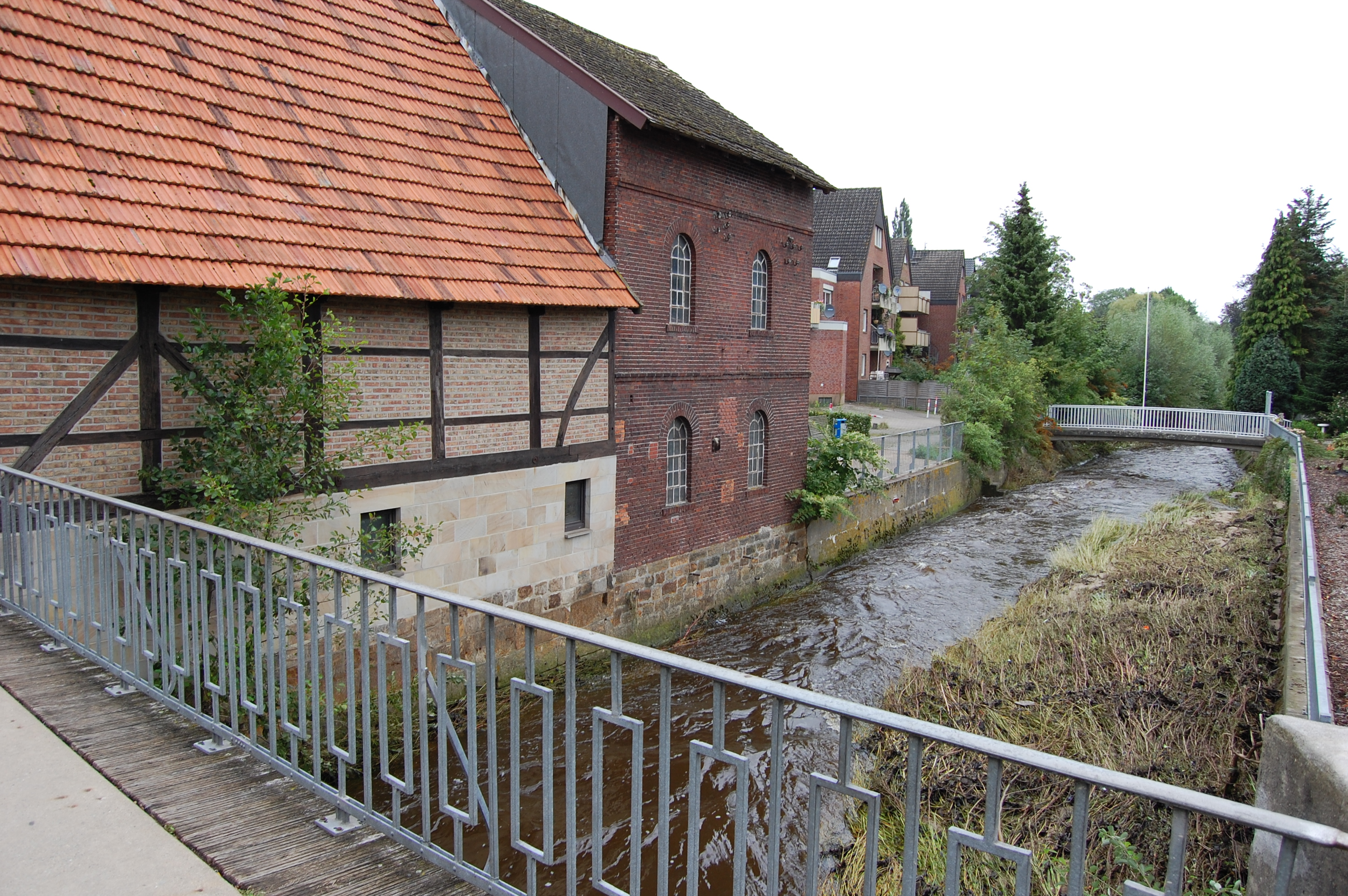
Emsdettener watermolen op de Emsdettener Mühlenbach
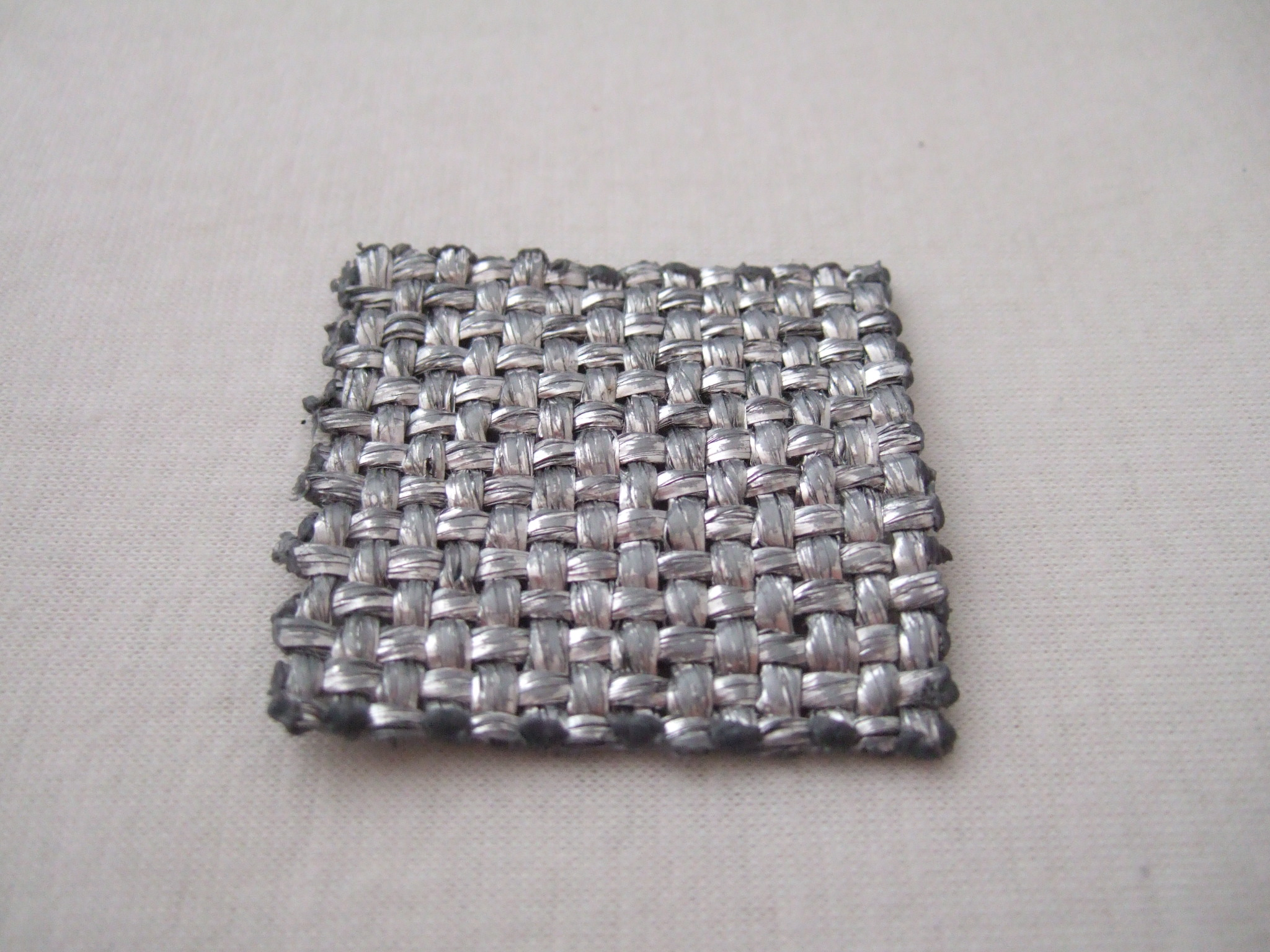
Door de fa. Schilgen in 1995 gebruikt materiaal voor het inpakken van het Rijksdaggebouw door Christo

## Partnergemeentes
- Hengelo, Nederland
- Chojnice, Polen

## Belangrijke personen in relatie tot de gemeente

### Geboren
- Hans Süssmuth (* 4 maart 1935), Duits professor in de geschiedwetenschap, echtgenoot van de bekende politica Rita Süssmuth
- Nicole Wermers (* 1971) beeldend kunstenares (collages, installaties, beeldhouwwerk), exposeerde samen met collega's enkele malen in de Benelux (o.a. 2006, Van Abbemuseum, Eindhoven)
- Tim Wieskötter (* 3 oktober 1981), zeer succesvol Duits kanovaarder.

### Overigen
- Georg Bednorz (* 1950 te Neuenkirchen bij Rheine), natuurkundige en Nobelprijswinnaar (1987), ging in Emsdetten naar het gymnasium; ereburger van Emsdetten
- Anne Daubenspeck-Focke (18 april 1922 te Metelen - 27 januari 2021), schilderes, maar vooral beeldhouwster, werkte samen met haar man vanuit hun atelier in Emsdetten, werd bekend door vele realistische, maar gestileerde bronzen plastieken, die straten, pleinen en parken sieren in talrijke plaatsen in het Münsterland[2]. Zij exposeerde één keer in Nederland.